# Zelenikovo (distretto di Kărdžali)
Zelenikovo è un villaggio montano situato nella municipalità di Kărdžali, nell'omonimo distretto della Bulgaria meridionale.
La composizione etnica del villaggio è composta del 99,06% da turchi.